# Autopolinización

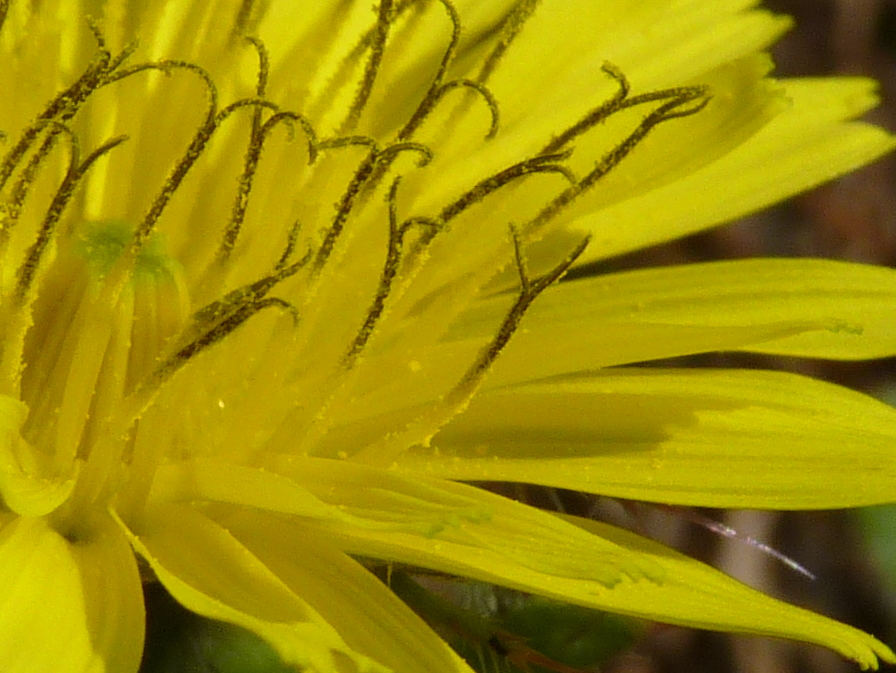
Estambres de Picris echioides que permiten la autopolinización

La autopolinización o autofecundación es una forma de polinización que puede ocurrir en cultivares o especies autógamas con flores que tienen estambres y gineceo cuando los estambres y los estigmas pegajosas del gineceo se ponen en contacto para lograr la polinización. El término se usa erróneamente en muchos casos en que realmente se necesita un polinizador externo; estas plantas son simplemente autógamas, que significa que la misma planta puede fecundarse, sin la ayuda ni de un organismo polinizador o el viento ni el agua.
Existen pocas plantas que realmente sean o se puedan autopolinizar, como los guisantes. El mecanismo se ve a veces en legumbres y maníes. En otra legumbre, la soja, las flores abren y quedan receptivas a la polinización cruzada por insectos durante el día; si esto no se logra, las flores autopolinizan cuando se cierran. 
La autopolinización limita la variedad de progenie y puede deprimir el vigor de las plantas. Sin embargo, la autopolinización puede ser una ventaja, dado que permite que las plantas se extiendan más allá del rango geográfico de polinizadores aptos o produzcan descendientes en regiones donde las poblaciones de polinizadores se han reducido muchísimo o son variables naturales.

## Ventajas de la autopolinización
Una ventaja es que si el genotipo está bien adaptado al medio ambiente, la autopolinización ayuda a mantener la estabilidad de ese carácter. La autopolinización ayuda a mantener la especie en la ausencia de agentes polinizadores, como abejas o viento. Otra ventaja ocurre cuando las flores son pequeñas o están muy espaciadas. En la autopolinización hay poco desperdicio de polen porque los granos viajan una distancia muy corta. Una planta puede mantener su pureza con el sistema de autopolinización. Una especie introducida a un ambiente nuevo puede propagarse en la ausencia de otras plantas de su especie. Por eso plantas con esta capacidad tienen el potencial de volverse invasoras.

## Desventajas de la autopolinización
Las desventajas vienen de la pérdida de biodiversidad que reduce las capacidades de adaptación a cambios ambientales o a la introducción de patógenos nuevos. La autopolinización puede llevar a depresión endogámica debida a la acumulación de mutaciones recesivas deletéreas. Por estas razones muchas flores que podrían autopolinizarse tienen mecanismos para evitar este proceso o para usarlo como medida extrema (cuando no se produce la polinización cruzada).